# Blackout (album, Britney Spears)
Blackout je peti glasbeni album ameriške glasbenice Britney Spears, ki je preko založbe Jive Records izdala 26. oktobra 2007. Britney Spears je na albumu pričela delati že februarja 2006, vključeval pa je glasbene zvrsti, kot so elektropop, synthpop in techno. Pesmi sestavlja več elementov R&B in urban glasbe, Britney Spears pa je sodelovala s producenti, kot so Danja. Album Blackout je bil njen prvi glasbeni album po štirih letih, saj je zadnjega, In the Zone, izdala leta 2003 in je hkrati tudi prvi album, ki ga je producirala tudi sama. Pesmi govorijo o seksu, ljubezni in težavah Britney Spears z mediji.
Album Blackout je debitiral na drugem mestu glasbene lestvice Billboard 200, s čimer je postal njen prvi in zaenkrat edini glasbeni album, ki ni debitiral na prvem mestu te lestvice, pa še to zaradi sprememb Billboardovih lestvic v tistem času. Mediji so o spremembi pričeli poročati šele, ko je album Blackout že izšel. Po podatkih podjetja IFPI je album dvaintrideseti najbolje prodajani album leta 2007.
Prvi singl z albuma, »Gimme More«, je zasedel prvo mesto na kanadski glasbeni lestvici in eno izmed prvih petih mest na lestvicah v še dvanajstih drugih državah. Drugi singl z albuma, »Piece of Me«, je zasedel prvo mesto na irski lestvici. Zadnji singl z albuma, »Break the Ice«, je zasedel eno izmed prvih štiridesetih mest na lestvici Billboard Hot 100 ter prvo mesto na lestvici Billboard Hot Dance Club Play. Album je leta 2008 prejel nagrado MTV Europe Music Awards v kategoriji za »album leta«. Novembra 2009 je revija The Times albumu dodelil peto mesto na lestvici »100 najboljših pop albumov porednic«. Leta 2011 je revija Rolling Stone album označila za »po vsej verjetnosti najvplivnejši album zadnjih petih let.« Kljub pomanjkanju promocije je album do danes prodal več kot 3,1 milijona kopij po svetu.

## Snemanje in sestava
Februarja 2006 so poročali, da je Britney Spears »sredi snemanja novega albuma«, ki so ga nameravali izdati kasneje tistega leta. Revija People je poročala, da je Britney Spears povedala, da bo njena nova glasba lahko »ponovno oživela pop glasbeno sceno«, saj naj bi bila slednja zadnje čase »dolgočasna«. Tri mesece kasneje je Jonathan »J.R.« Rotem dejal, da Britney Spears snema »klubske pesmi s hitrejšim tempom« ter »pesmi o razmerjih [...] in o vsem vmes« Jonathan »J.R.« Rotem je septembra 2006 dejal: »Želimo preiti na novo stopnjo,« podobno takratnim radijskim uspešnicam. »Povem vam lahko, da vključuje nekaj dance pesmi, nekaj počasnih pesmi, več introspektivnih pesmi; nekaj klubskih pesmi,« je povedal producent. Britney Spears je z Nateom »Danjo« Hillsom pričela sodelovati v času svoje druge nosečnosti. Snemanje se je pričelo v Las Vegasu in se nadaljevalo na njenem domu v Los Angelesu. Vsaj eno pesem so posneli v studiu KMA Music v Manhattanu. Britney Spears je kasneje v sporočilu, objavljenem na njeni uradni spletni strani razkrila, da svoj novi album namerava izdati še pred koncem leta 2007. Potem, ko je veliko pesmi z albuma Blackout izšlo na internetu, avgusta 2007 pa so oznanili, da bo pesem, ki jo je produciral Danja, »Gimme More«, izšla kot prvi singl z albuma.
Pesem »Gimme More« je dance-pop pesem hitrega tempa z elementi elektronske infunk glasbe. Sestavlja jo pogosta raba refrena. Prične se z nekaj izgovornjenimi besedami, v katerih Britney Spears reče: »To je Britney, prasica!« Čeprav se na začetku zdi, da kontroverzno besedilo pesmi govori o plesu in seksu, je Britney Spears kasneje razkrila, da singl govori o zanimanju javnosti za njeno zasebno življenje, kar opiše s kiticami: »Fotoaparati se bleščijo med našim umazanim plesom / Še naprej nas gledajo, nas gledajo« (»Cameras are flashin' while we're dirty dancin' / They keep watchin', keep watchin'«). V pesmi se v ozadju večkrat ponavljajo besede »daj mi, daj mi« (»gimme gimme«), nato pa še beseda »več« (»more«). Malo po začetku pesmi tudi Danja izgovori naslednje besede: »Stavim, da tega niste predvideli / Incredible Lago, legendarna gdč. Britney Spears / in neustavljivi Danja« (»Bet you didn't see this one coming / The Incredible Lago, the legendary Ms. Britney Spears / and the unstoppable Danja«).
Drugi singl z albuma, »Piece of Me«, je elektropop pesem z elementi groove glasbe, napisana v c-molu. Pesem »Radar« je elektropop pesem zmernega tempa z elementi synthpopa. Po podatkih Poppy Cossins iz revije The Sun je glasba pesmi »lahko v srčno pomoč elektronski in R&B glasbi.« V pesmi sintetizator ne pride do izraza, zaradi uporabe sonarja ali zvoka Dopplerjevega radarja, zaradi česar so pesem večkrat primerjali s pesmijo »Tainted Love« (1981) Soft Cella. Pesem »Break the Ice«, izdana kot tretji in zadnji singl z albuma je elektropop pesem z elementi groove in R&B glasbe.

## Izid in promocija
Zaradi izida mnogih pesmi z albuma preko interneta je založba Jive Records naredila vse mogoče, da bi preprečili nadaljnje nezakonito izdajanje pesmi in izid albuma so v Združenih državah Amerike prestavili na 30. oktober 2007. Album so zaradi »drugih delov življenja Britney Spears, na katere se mora osredotočiti«, promovirali zelo slabo. To je prvi glasbeni album Britney Spears, ki takoj ob izidu ni bil deležen nikakršne promocije, z izjemo njenega nastopa na podelitvi nagrad MTV Video Music Awards leta 2007 in radijskim intervjujem z Ryanom Seacrestom. Založba Jive Records je na svoji uradni strani na YouTubeu objavila reklamo za album. Poleg videospota za pesem »Piece of Me« so 30. novembra 2007 začeli še s tekmovanjem »Britney Spears si želi delček tebe« (»Britney Spears Wants a Piece of You«), v katerem so njeni oboževalci sami ustvarili videospot za singl »Piece of Me« z uporabo MTV-jevega video ustvarjalnika. Videospot, ki je zmagal, so 20. decembra 2007 predvajali v oddaji Total Request Live. MTV, založba Jive Records in Britney Spears sama so izbrali zmagovalca. 13. novembra 2007 je trgovina Target izdala posebno izdajo albuma Blackout z dodatno pesmijo, »Outta This World« ter dodatnim zvonenjem in ozadjem za mobilnik. Leta 2008 so album nameravali izdati ponovno, vendar so vse načrte opustili, ko je Britney Spears pričela delati na svojem šestem glasbenem albumu, Circus (2008).
Britney Spears je podelitev nagrad MTV Video Music Awards leta 2007 otvorila z nastopom s pesmijo »Gimme More«. Nastop naj bi bil eden izmed najbolj bolečih trenutkov v njeni celotni karieri. Velikokrat so komentirali njeno petje, njeno plesanje in celo njeno garderobo. Po nastopu Britney Spears sama albuma ni več promovirala. Marca 2008 so poročali, da bo pričela z novo svetovno turnejo, vendar slednje nikoli ni bilo. V Združenih državah Amerike je naslednjič nastopila šele 2. decembra 2008, ko je z nastopom v oddaji Good Morning America promovirala svoj naslednji album.
Kakorkoli že, v oddaji Ellen DeGeneres Show je Ellen sama promovirala album brez Britney Spears, ko so v njeni oddaji predvajali pesmi »Toy Soldier« in »Gimme More« in je skupaj z občinstvom v studiu ob le-teh plesala. Občinstvu je tudi podarila CD z albumom.
Britney Spears je nazadnje odšla na svetovno turnejo The Circus Starring Britney Spears, ki se je pričela 3. marca 2009 in na kateri je izvedla tudi pesmi »Piece of Me«, »Radar«, »Ooh Ooh Baby«, »Hot as Ice«, »Freakshow« in »Get Naked (I Got a Plan)«. Med turnejo je nastopila tudi z remixom LAZRtag pesmi »Gimme More«. Pesem »Break the Ice« so izvajali med uvodom v enega izmed posnetkov skupaj z verzijo pesmi »Run the Show« Kat DeLune.

## Sprejem kritikov
Album Blackout je s strani glasbenih kritikov prejemal v glavnem pozitivne ocene. Na spletni strani Metacritic so mu dodelili oceno 61/100. Novinar revije Digital Spy je album označil za »najbolj plesen, sodoben in navdihujoč album, kar jih je Britney Spears kdaj ustvarila, saj se s CD-jem končno otrese svoje podobe bivše članice Kluba Miki Miške.« Novinar revije The Guardian je napisal: »To je drzen, vznemirljiv album: vprašanje pa je, če bomo lahko uživali ob njem, ko bomo slišali, o čem govorijo pesmi.« Novinar revije Entertainment Weekly je albumu dodelil oceno B+ in ga pohvalil kot »popolnoma soliden dance album z bogatimi elektronskimi elementi, ki ustvarijo najbolj vroče uspešnice.« Novinar revije Popjustice je napisal, da album »zveni sodobno« in da so ga »brilijantno producirali«. Novinar revije Rolling Stone je albumu dodelil tri zvezdice od petih in se pošalil, da bo Britney Spears »še naprej kraljica pop glasbene scene, vse dokler se socialna služba ne odloči, da ji ne bodo več dajali podpore zaradi njenih uspešnic.« Kritiki so opazili tudi nov vpliv na glasbo Britney Spears, saj je album vključeval več elektronske glasbe, kakršno vrtijo po londonskih nočnih klubih, največ na pesmi »Freakshow«.
Novinar revije The Times je napisal: »Vojska šolarjev si na avtobusu izmenjava zvonenja za mobilni telefon, kar zlahka pove, zakaj te pesmi dosežejo svoj cilj. Trenutno so najboljše pop pesmi tega časa.«
V prvem tednu od izida je album Blackout zasedel prvo mesto na lestvici Billboard Tastemakers Chart, saj je bil eden izmed najbolj hvaljenih albumov s strani kritikov tistega tedna. Revija Rolling Stone mu je leta 2007 dodelila petdeseto mesto na svojem vsakoletnem seznamu »50 najboljših albumov«. Poleg tega so ga označili za »zagotovo spominja na zmešano techno-pop 
amoralnost«. Album je nazadnje postal sedmi najboljši album, izdan v 2000. letih, po rezultatih vprašalnika. Novembra 2009 je revija The Times je album označil za peti najboljši pop album desetletja. Leta 2011 je revija Rolling Stone album označila za »po vsej verjetnosti najvplivnejši pop album, izdan v zadnjih petih letih.«

## Komercialnost
Album je v Združenih državah Amerike v prvem tednu od izida prodal 124.000 izvodov, v prvem tednu pa po podatkih Nielsen SoundScana 290.000 kopij. Kljub temu, da se je tako dobro prodajal, album ni debitiral na prvem mestu glasbene lestvice Billboard 200. Tam je zasedel drugo mesto, takoj za Eaglesovim albumom Long Road Out of Eden, ki je prvo mesto zasedel s 711.000 prodanimi kopijami izvodov preko trgovine Wal-Mart. Pričakovali so, da bo album debitiral na prvem mestu lestvice, kakorkoli že, dva dneva pred izidom albuma so lestvico renovirali, kar je albumu Blackout preprečilo, da bi, tako kot vsi prejšnji albumi Britney Spears, debitiral na prvem mestu lestvice. Kljub temu so album vseeno izdali tistega tedna. Do decembra 2010 je album prodal 989.000 kopij izvodov v Združenih državah Amerike, s čimer do danes njen najmanj uspešen album. Album se je s 4.600 prodanimi izvodi nazadnje ponovno uvrstil, na stoosemindevetdeseto mesto lestvice v tistem tednu, ko je njen šesti glasbeni album, Circus, zasedel prvo mesto na lestvici.
Album je bil v Združenem kraljestvu precej uspešen, saj je na tamkajšnji državni lestvici debitiral na prvem mestu in s tem postal njen najuspešnejši album po albumu Oops!... I Did It Again, ki je na lestvici debitiral na drugem mestu. Album se je kmalu spustil po lestvici navzdol, vendar je še naprej ostajal med prvimi petinsedemdesetimi albumi na lestvici. Zaradi uspeha singlov z albuma, »Gimme More«, »Piece of Me« in »Break the Ice«, se je album v dvaindvajsetem tednu od izida spet povzpel med prvih štirideset najbolje prodajanih albumov, že v nasledjem tednu pa je zasedel petindvajseto mesto lestvice. V naslednjem tednu se je album povzpel še za šest tednov višje in se zopet uvrstil med prvih dvajset albumov na lestvici, saj je zasedel devetnajsto mesto, že naslednji teden pa se je spet uvrstil samo med prvih štirideset albumov na lestvici. Na novozelandski glasbeni lestvici je album debitiral na osmem mestu, s čimer je postal njen tam najuspešnejši album od albuma Oops!... I Did It Again (2000). Čeprav je kmalu izpadel iz lestvice, se je po uspehu singla »Piece of Me« ponovno uvrstil na enajsto mesto slednje, kjer je ostal tri tedne. Album Blackout je nazadnje prejel zlato certifikacijo za 7.500 prodanih izvodov, na lestvici pa je ostal še dvajset tednov. Album je bil zelo uspešen tudi v Avstraliji, kjer je na tamkajšnji glasbeni lestvici debitiral na tretjem mestu z 9.987 prodanimi izvodi v prvem tednu od izida, kmalu zatem pa je za 140.000 prodanih kopij izvodov prejel platinasto certifikacijo. Po podatkih organizacije International Federation of the Phonographic Industry (IFPI) je album z 2 milijoni prodanimi izvodi dvaintrideseti najbolje prodajani album po svetu tistega leta. Do leta 2010 je album prodal 3,1 milijonov izvodov.

## Singli
Pesem »Gimme More« je izšla kot prvi singl z albuma Blackout. Britney Spears je pesem 9. septembra leta 2007 izvedla na podelitvi nagrad MTV Video Music Awards. Na radijih je izšla že prej, 30. avgusta tistega leta, 27. septembra pa še preko iTunesa. Pesem »Gimme More« je postala prva pesem Britney Spears, ki je zasedla eno izmed prvih petih mest na ameriški glasbeni lestvici (Billboard Hot 100) od singla »...Baby One More Time«, kjer je zasedla tretje mesto. Od izida je pesem »Gimme More« v Združenih državah Amerike prejela platinasto certifikacijo.
Pesem »Piece of Me« so izdali kot drugi singl z albuma. 27. novembra 2007 so v losangeleški restavraciji in nočnem klubu Social Hollywood posneli videospot za pesem. Singl je predvsem zaradi dobre digitalne prodaje debitiral na šestinpetdesetem mestu glasbene lestvice Billboard Hot 100, kjer je nazadnje zasedel osemnajsto mesto. Poleg tega se je uvrstil na prvo mesto irske, drugo mesto britanske in avstralske ter peto mesto kanadske lestvice. Prvič je pesem »Piece of Me« Britney Spears izvedla na turneji The Circus Starring Britney Spears, kjer je skupaj s spremljevalnimi plesalci nastopila v zlati kletki.
Pesem »Break the Ice« so na ameriških radijih uradno izdali 3. marca 2008. Zasedla je triinštirideseto mesto na lestvici Billboard Hot 100. Videospot za pesem, ki je izšel 12. marca tistega leta, je bil v celoti animiran. Pesem »Radar« so nameravali izdati kot četrti singl z albuma in zaradi dobre digitalne prodaje se je uvrstil na novozelandsko in irsko ter julija 2008 še med prvih deset pesmi na švedsko glasbeni lestvici. Kakorkoli že, načrte o izidu četrtega singla so nazadnje opustili, saj je Britney Spears pričela snemati material za svoj šesti glasbeni album in pesem »Radar« je nazadnje izšla kot promocijski singl za le-tega. Pesem so na album Circus najprej vključili samo kot dodatno pesem, nazadnje pa so jo izdali še kot tretji singl z albuma. Tudi to pesem je Britney Spears prvič izvedla na turneji The Circus Starring Britney Spears.

## Seznam pesmi
| Št. | Naslov                     | Pisec | Producent(i)                 | Dolžina |
| --- | -------------------------- | --- | ---------------------------- | ------- |
| 1.  | „Gimme More‟               | Nate Hills, Keri Hilson, Marcella Araica, James Washington                                                | Danja                        | 4:11    |
| 2.  | „Piece of Me‟              | Pontus Winnberg, Klas Åhlund, Christian Karlsson                                                          | Bloodshy & Avant             | 3:32    |
| 3.  | „Radar‟                    | Winnberg, Åhlund, Karlsson, Henrik Jonback, Ezekiel Lewis, Patrick Smith, Candice Nelson, Balewa Muhammad | Bloodshy & Avant             | 3:49    |
| 4.  | „Break the Ice‟            | Hills, Hilson, Araica, Washington                                                                         | Danja                        | 3:16    |
| 5.  | „Heaven on Earth‟          | Michael McGroarty, Nick Huntington, Nicole Morier                                                         | Freescha, Kara DioGuardi     | 4:53    |
| 6.  | „Get Naked (I Got a Plan)‟ | Corte Ellis, Hills, Araica,                                                                               | Danja                        | 4:45    |
| 7.  | „Freakshow‟                | Karlsson, Jonback, Winnberg, Lewis, Smith, Spears                                                         | Bloodshy & Avant, The Clutch | 2:55    |
| 8.  | „Toy Soldier‟              | Karlsson, Winnberg, Magnus Wallbert, Sean Garrett                                                         | Bloodshy & Avant, Garrett    | 3:22    |
| 9.  | „Hot as Ice‟               | Faheem Najm, Hills, Araica                                                                                | Danja                        | 3:17    |
| 10. | „Ooh Ooh Baby‟             | DioGuardi, Fredwreck Nasser, Eric Coomes, Spears                                                          | Fredwreck, DioGuardi         | 3:28    |
| 11. | „Perfect Lover‟            | Hills, Washington, Hilson, Araica                                                                         | Danja                        | 3:03    |
| 12. | „Why Should I Be Sad‟      | Pharrell Williams                                                                                         | The Neptunes                 | 3:10    |

| Targetov dodatek | Targetov dodatek   | Targetov dodatek                  | Targetov dodatek | Targetov dodatek |
| Št.              | Naslov             | Pisec                             | Producent(i)     | Dolžina          |
| ---------------- | ------------------ | --------------------------------- | ---------------- | ---------------- |
| 13.              | „Outta This World‟ | Hills, Washington, Hilson, Araica | Danja            | 3:44             |

| Japonski dodatek | Japonski dodatek                    | Japonski dodatek                                          | Japonski dodatek | Japonski dodatek |
| Št.              | Naslov                              | Pisec                                                     | Producent(i)     | Dolžina          |
| ---------------- | ----------------------------------- | --------------------------------------------------------- | ---------------- | ---------------- |
| 13.              | „Outta This World‟                  | Hills, Washington, Hilson, Araica                         | Danja            | 3:44             |
| 14.              | „Everybody‟                         | Britney Spears, Jonathan Rotem, Evan Bogart, Annie Lennox | J. R. Rotem      | 3:17             |
| 15.              | „Get Back‟                          | Araica, Ellis, Hills, Nigel Talley                        | Danja            | 3:49             |
| 16.              | „Gimme More‟ (Paul Oakenfold Remix) | Hills, Washington, Hilson, Araica                         |                  | 6:06             |

| iTunesov dodatek | iTunesov dodatek                  | iTunesov dodatek                  | iTunesov dodatek | iTunesov dodatek |
| Št.              | Naslov                            | Pisec                             | Producent(i)     | Dolžina          |
| ---------------- | --------------------------------- | --------------------------------- | ---------------- | ---------------- |
| 13.              | „Get Back‟                        | Araica, Ellis, Hills, Talley      | Danja            | 3:49             |
| 14.              | „Gimme More‟ (Junkie XL-ov remix) | Hills, Washington, Hilson, Araica |                  | 4:59             |
| 15.              | „Everybody‟                       | Spears, Rotem, Bogart, Lennox     | J. R. Rotem      | 3:17             |
| 16.              | „Gimme More‟ (Videospot)          |                                   |                  | 4:10             |

| Švicarski in italijanski dodatek | Švicarski in italijanski dodatek                                               | Švicarski in italijanski dodatek  | Švicarski in italijanski dodatek |
| Št.                              | Naslov                                                                         | Pisec                             | Dolžina                          |
| -------------------------------- | ------------------------------------------------------------------------------ | --------------------------------- | -------------------------------- |
| 13.                              | „Gimme More‟ (StoneBridgeov remix) (digitalni dodatek, ki ni izšel na iTunesu) | Hills, Washington, Hilson, Araica | 7:23                             |

## Dosežki in certifikacije

### Dosežki
| Lestvica                                | Dosežek |
| --------------------------------------- | ------- |
| Avstralija (ARIA)                       | 3       |
| Avstrija (Ö3 Austria Top 40)            | 6       |
| Belgija (Flandrija; Ultratop 50)        | 17      |
| Belgija (Valonija; Ultratop 40)         | 6       |
| Kanada (Canadian Albums Chart)          | 1       |
| Češka (IFPI)                            | 27      |
| Danska (IFPI)                           | 6       |
| Nizozemska (MegaCharts)                 | 14      |
| Evropa (European Top 100 Albums)        | 1       |
| Francija (SNEP)                         | 2       |
| Finska (Mitä hittiä)                    | 22      |
| Nemčija (Media Control Charts)          | 10      |
| Madžarska (Mahasz)                      | 24      |
| Italija (FIMI)                          | 6       |
| Irska (IRMA)                            | 1       |
| Mehika (AMPROFON)                       | 2       |
| Nova Zelandija (RIANZ)                  | 8       |
| Norveška (VG-lista)                     | 12      |
| Švedska (Sverigetopplistan)             | 11      |
| Švica (Media Control Charts)            | 4       |
| Združeno kraljestvo (UK Albums Chart)   | 2       |
| Združene države Amerike (Billboard 200) | 2       |

|

### Certifikacije in prodaja
| Država                  | Organizacija | Certifikacija | Prodaja    |
| ----------------------- | ------------ | ------------- | ---------- |
| Avstralija              | ARIA         | Platinasta    | 70.000+    |
| Belgija                 | IFPI         | Zlata         | 15.000+    |
| Brazilija               | ABPD         | Zlata         | 30.000+    |
| Kanada                  | CRIA         | Platinasta    | 100.000+   |
| Francija                | SNEP         | Zlata         | 75.000+    |
| Madžarska               | Mahasz       | Zlata         | 7.500+     |
| Irska                   | IRMA         | Platinasta    | 15.000+    |
| Japonska                | RIAJ         | Zlata         | 100.000+   |
| Nova Zelandija          | RIANZ        | Zlata         | 7.500+     |
| Rusija                  | NFPF         | 3× Platinasta | 60.000+    |
| Združeno kraljestvo     | BPI          | Zlata         | 100.000+   |
| Združene države Amerike | RIAA         |               | 991.000+   |
| Po svetu                | -            | -             | 3.100.000+ |

|}

### Ostali pomembnejši dosežki
| Predhodnik: Carnival Ride od Carrie Underwood | Prvo mesto na kanadski glasbeni lestvici 17. november 2007 | Naslednik: The Ultimate Hits od Gartha Brooksa |

### Dosežki ob koncu leta
| Leto | Država                  | Lestvica      | Dosežek |
| ---- | ----------------------- | ------------- | ------- |
| 2007 | Združene države Amerike | Billboard 200 | 138     |
| 2007 | Avstralija              | ARIA          | 56      |
| 2007 | Grčija (mednarodno)     | IFPI          | 41      |
| 2008 | Avstralija              | ARIA          | 83      |

## Nagrade

### 2007
| Nagrada                      | Kategorija | Osvojila? |
| ---------------------------- | ---------- | --------- |
| Izbira Billboardovih bralcev | Album leta | Da        |

### 2008
| Nagrada                 | Kategorija                 | Osvojila |
| ----------------------- | -------------------------- | -------- |
| NRJ Music Awards        | Najboljši mednarodni album | Da       |
| Hit Music Awards        | Najboljši mednarodni album | Da       |
| MTV Europe Music Awards | Album leta                 | Da       |

## Ostali ustvarjalci
Ustvarjalci albuma navedeni po podatkih na spletni strani Allmusic
Nastopajoči
| - Britney Spears – primarna ustvarjalka, glavni vokali, spremljevalni vokali - Corte »The Author« Ellis – spremljevalni vokali - Jim Beanz – vokali, spremljevalni vokali - Robin »Robyn« Carlsson – spremljevalni vokali - Kara DioGuardi – spremljevalni vokali - Sean Garrett – spremljevalni vokali - Keri Hilson – spremljevalni vokali - Windy Wagner – spremljevalni vokali - Pharrell – spremljevalni vokali | - Nicole Morier – spremljevalni vokali - Ezekiel »Zeke« Lewis – spremljevalni vokali - Candice Nelson – spremljevalni vokali - Avant – kitara, bas kitara, klaviatura - Bloodshy – kitara, bas kitara, klaviatura - Klas Åhlund – kitara, bas kitara - Erik »Baby Jesus« Coomes – kitara, bas kitara - Henrik Jonback – bas kitara, kitara - Fred Wreck – kitara, klaviatura |

Razno
| - Teresa LaBarbera Whites – A&R producent - Nancy Roof – A&R administracija - Jenny Prince – A&R koordinacija - Cara Hutchinson – produkcijska koordinacija - David M. Erlich – produkcijska koordinacija - David Schmidt, Kobie »The Quarterback« Brown, Jeff Monachino, Damon »Ellis« Ellis - jasnost - Rob Skipworth – asistent | - Ellen von Unwerth – fotografija - Jackie Murphy, Jeri Heiden, Glen Nakasako – umetniška direkcija - Kirsten Vallow – stilistka rekvizitov - Patti Wilson – stilistka - Francesca Tolot – ličenje - Lisa Jachno – stilistka - Jeri Heiden – oblikovanje |

Ostali ustvarjalci
| - Britney Spears – skladateljica, producentka, audio produkcija - Marcella »Ms. Lago« Araica – skladateljica, inženir, mešanje, programiranje - Klas Åhlund – skadatelj - Avant – audio produkcija, programiranje - Jim Beanz – vokalni producent - Bloodshy – audio produkcija, programiranje - Jim Carauna – inženir - Clutch – audio produkcija - Tom Coyne – urejanje - Nate »Danja« Hills – skladatelj, audio produkcija - Kara DioGuardi – audio produkcija, skladatelj, vokalni producent - Corte Ellis – skladatelj - Niklas Flyckt – mešanje - Freescha – audio produkcija - Sean Garrett – skladatelj - Brian Garten – inženir - Keri Hilson – skladatelj - N. Huntington – skladatelj - Ken »Duro« Ifill – audio inženir - J Que – skladatelj - Jim Carauna – audio inženir - Henrik Jonback – skladatelj - Christian Karlsson – skladatelj - Ezekial Lewis – skladatelj | - Mango – programiranje - Tony Maserati – mešanje - M. McGroarty – skladatelj - Nicole Morier – skladatelj - Balewa Muhammad – skladatelj - »Fredwreck« Farid Nassar – audio produkcija - F. Nassar – skladatelj - Candice Nelson – skladatelj - The Neptunes – audio produkcija - Brian Paturalski – inženir - Patrick Smith – skladatelj - Ron Taylor – urejanje - Miles Walker – inženir - M. Wallbert – skladatelj - J. Washington – skladatelj - Pharrell Williams – skladatelj - P. Winnberg – skladatelj - Pontus Winnberg – skladatelj - Jordan »DJ Swivel« Young – inženir |